# Kuća pjesnika Hanibala Lucića u Starom Gradu
Kuća pjesnika Hanibala Lucića nalazi se u Starom Gradu na Hvaru, na adresi Biskupija 7.

## Opis
Kuća se nalazi na predjelu Podloža i graniči s velikim sklopom Ivanić-Fazanić. Središnji je dio ladanjsko-gospodarskog sklopa koji se sastoji od dvije kuće spojene u L-tlocrt, velikog ograđenog dvorišta i perivoja koji se pruža južno od kuće. Posebnost ovog sklopa je šetnica koja se pruža po ogradnom zidu dvorišta, oslonjena na kamene konzole i iz koje se pružva izvrstan pogled. Posebnost je također arhitektonska dekoracija iz druge polovine 16. stoljeća koje je prisutna samo na ovom sklopu.

## Zaštita
Pod oznakom RST-0017-1962. zavedena je kao nepokretno kulturno dobro - pojedinačno, pravna statusa zaštićena kulturnog dobra, klasificirano kao "stambene građevine".

## Vanjske poveznice
|  | Zajednički poslužitelj ima još gradiva o temi Kuća pjesnika Hanibala Lucića u Starom Gradu |